# Klissura

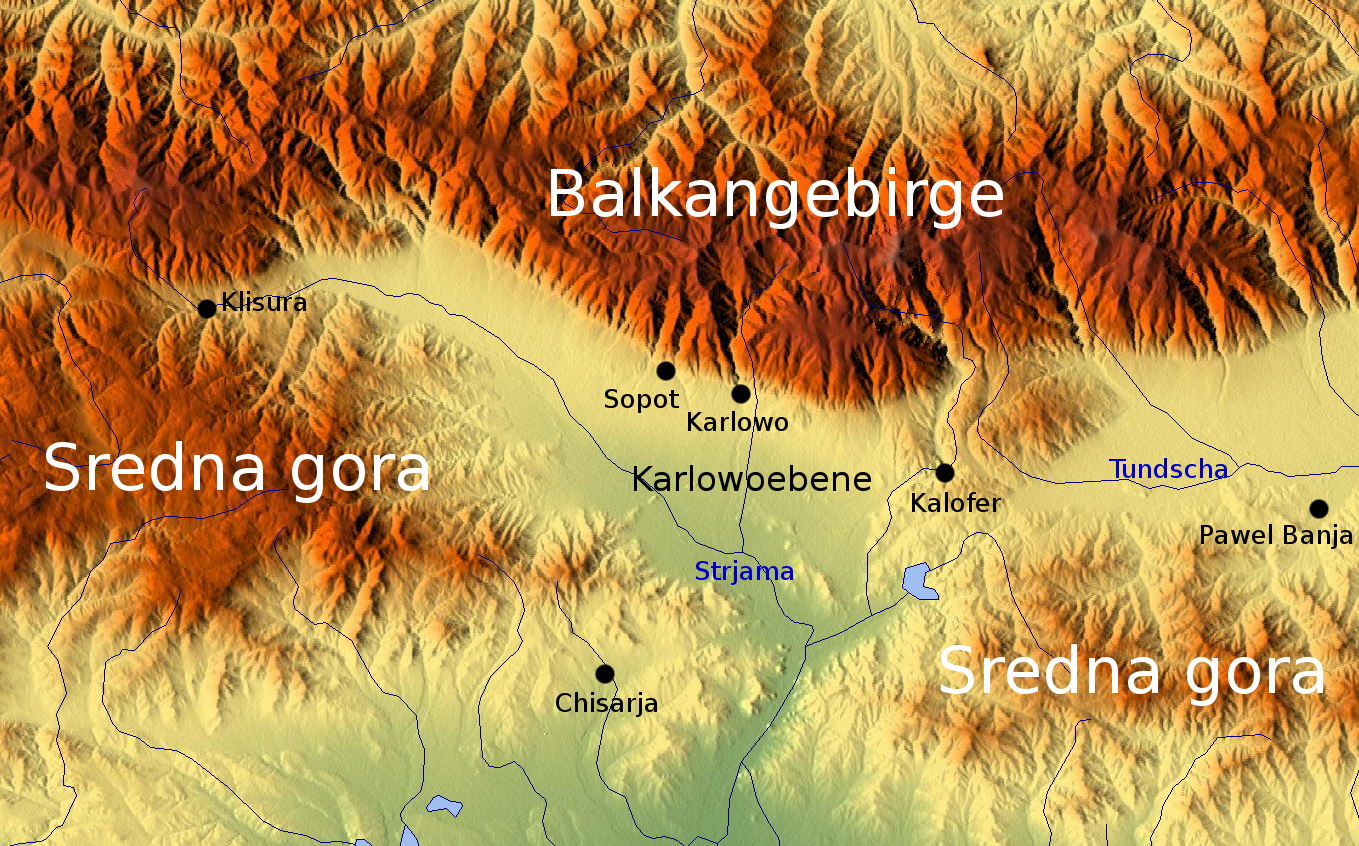
Klissura im westlichen Rosental

Klissura (bulgarisch: Клисура, rumänisch Clisura, von lat. 'clausura') ist eine Kleinstadt mit 829 Einwohnern (31. Dezember 2022) in der Gemeinde Karlowo (Oblast Plowdiw) in Zentralbulgarien. Das ursprünglich aus dem Griechischen stammende Wort klissura bedeutet in den südslawischen Sprachen „Pass“ oder „Schlucht“.

## Lage
Die Stadt liegt ca. 70 km nordwestlich von Plowdiw und ca. 90 km östlich von Sofia im Rosental, am Fuß des Balkangebirges und der Sredna Gora. Der Vejen, mit 2198 m über dem Meeresspiegel einer der höchsten Berge im Balkangebirge, liegt 8 km (Luftlinie) nordwestlich von Klissura.

## Verkehr
Klissura liegt an der Republikstraße I-6, die in 1 km Entfernung nördlich von Sofia nach Kasanlak und von dort weiter nach Burgas führt. Die Autobahn A1 „Trakija“ verläuft südlich in 70 km Entfernung.

## Sonstiges
Die Gemeinde ist Namensgeber für den Klisura Peak, einen Berg auf der Livingston-Insel in der Antarktis.
Durch Klissura fließt die Strjama, ein 110,1 km langer Fluss, der am Vejen entspringt und 15 km östlich von Plowdiw in die Mariza mündet.